# Olav Kooij
Olav Kooij (Numansdorp, Países Baixos, 17 de outubro de 2001) é um ciclista profissional neerlandês que compete com a equipa Team Jumbo-Visma.

## Trajectória
Em agosto de 2019 fez-se oficial que em 2020 competiria no recém criado Jumbo-Visma Development Team, equipa de desenvolvimento do Team Jumbo-Visma. Começou sua corrida profissional com um segundo posto na Ster van Zwolle e uma semana depois conseguiu suas primeiras vitórias depois de impor-se ao esprint no Trofej Umag-Umag Trophy e o Porec Trophy. Em julho, depois de se retomar a competição após o parón provocado pela pandemia de doença por coronavirus, também ganhou o Grande Prêmio de Kranj e em agosto se fez oficial que a partir de 1 de julho de 2021 passaria a fazer parte do modelo da equipa principal, ascensão que se adiantou ao mês de fevereiro.

## Palmarés
- 2020
- Trofej Umag-Umag Trophy
- Porec Trophy
- Grande Prêmio de Kranj
  - 1 etapa da Settimana Coppi e Bartali
- Orlen Nations Grand Prix, mais 1 etapa

## Equipas
- Jumbo-Visma Development Team (2020-02.2021)
- Team Jumbo-Visma (02.2021-)